# Елизаров, Николай Михайлович (конструктор)
Николай Михайлович Елиза́ров (1895—1955) — советский конструктор стрелкового вооружения. Лауреат Сталинской премии второй степени.

## Биография
Родился в 1895 году в Кронштадте в семье военного чиновника. Окончил кадетский корпус в Петербурге, после чего продолжал учёбу в Михайловском артиллерийском училище, окончив которое, в чине прапорщика был направлен строевым командиром в артдивизион в город Двинск. С началом Первой мировой войны — на фронте, был командиром взвода легкой батареи. В 1918 году вступил в ряды РККА, участвовал в боях сначала в должности командира артдивизиона, а затем — помощника начальника артиллерии дивизии до окончания гражданской войны.
С 1922 года работал в штабе СКВО. 
В 1926 году поступил в Артиллерийскую академию имени Ф. Э. Дзержинского, по окончании которой в 1930 — 1935 годах работал в Научно-техническом комитете Главного артиллерийского управления.
В 1935 году уволен в запас и направлен на работу в промышленность, работал технологом, начальником опытного цеха завода. В 1941 году был назначен начальником отдела технического контроля.
Для улучшения обеспечения патронами партизанских отрядов и соединений, доставка боеприпасов которым через линию фронта была затруднена, конструкторами и технологами были разработаны метод и технология переделки трофейных германских 7,92-мм винтовочных и 9-мм пистолетных патронов для стрельбы из отечественного оружия. Отработанный метод и технология были приняты на использование партизанскими отрядами, переделавшими несколько сотен тысяч трофейных патронов. За это Н. М. Елизаров и ещё 10 конструкторов были награждены медалями.
Опыт Великой Отечественной войны показывал, что пистолеты-пулемёты ППШ и ППС, спроектированные под 7,62-мм пистолетный патрон, имели существенный недостаток — сравнительно небольшая дальность эффективной стрельбы из-за малой мощности патрона. Складывалась такая ситуация в вопросе выбора нового базового патрона: пистолетный патрон обладал малой, а винтовочный патрон — излишней мощностью. Поэтому было принято решение о создании нового промежуточного патрона, который по баллистическим характеристикам, массе и габаритам занимал бы среднее положение между пистолетным и винтовочным патронами. При этом перед конструкторами была поставлена задача при калибре патрона 7,62-мм обеспечить кинетическую энергию пули на дальности 1000 м около 200 Дж при длине ствола 500—529 мм и массе патрона 15-17 г. В 1943 году группой конструкторов в составе Н. М. Елизарова (руководитель работы), Б. В. Семина, П. В. Рязанова при участии И. Т. Мельникова и других был оперативно разработан 7,62x39 мм автоматный патрон образца 1943 года с пулей со свинцовым сердечником, а позже и со специальными пулями: трассирующей Т-45, бронебойно-зажигательной БЗ и зажигательной З.

## Награды и премии
- орден Отечественной войны I степени (1947) — за разработку ряда новых видов боеприпасов
- орден Красной Звезды
- медали.
- Сталинская премия второй степени (1949) — за создание нового образца боеприпасов